# Setacciatura

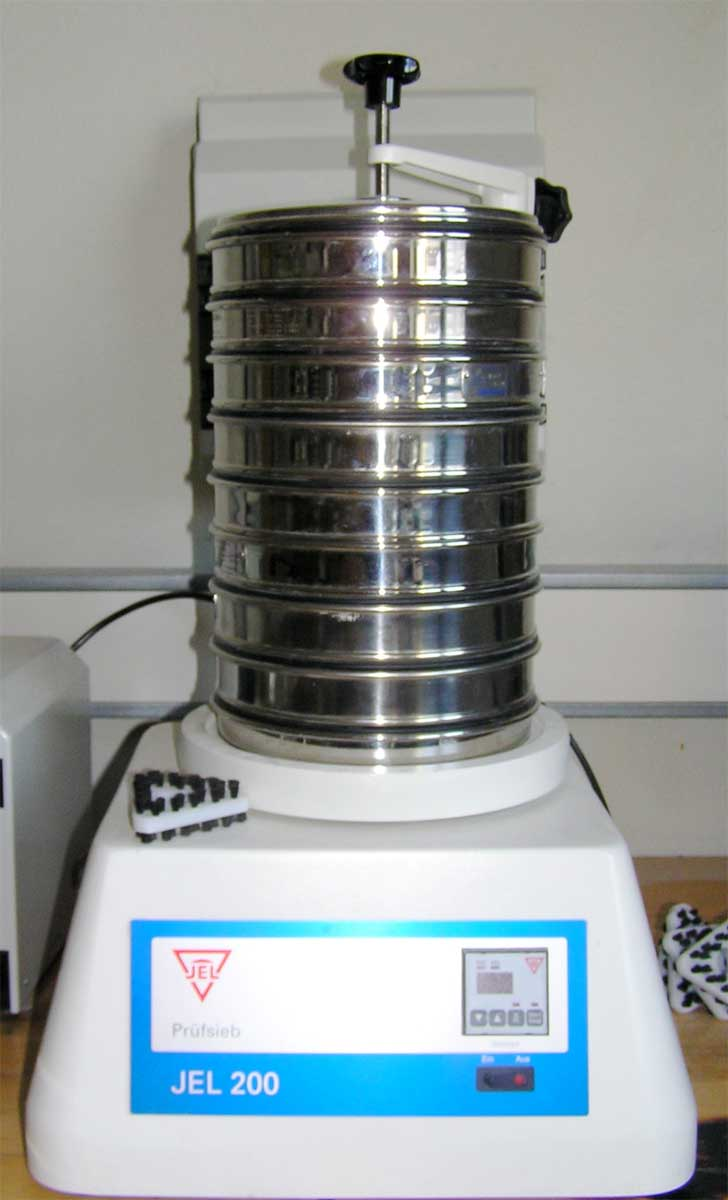
Un vibrovaglio utilizzato per le operazioni di setacciatura.

La setacciatura (o vagliatura o stacciatura o crivellatura) è una metodica utilizzata (ad esempio nell'ingegneria civile) per stabilire la distribuzione di dimensioni delle "particelle" (o meglio dei "granuli") di un solido granulare. La determinazione della distribuzione di dimensione delle particelle (o distribuzione granulometrica) viene detta "analisi granulometrica".
I materiali che si utilizzano nella setacciatura possono essere svariati, ad esempio: sabbie, frammenti di roccia, argilla, granito, feldspati, carbone, terreni, polveri, grano e semenze.
Grazie alla facilità di esecuzione, la setacciatura è probabilmente la tecnica più utilizzata per effettuare analisi granulometriche.
La setacciatura può essere utilizzata sia come metodo di analisi, nel caso in cui siamo interessati a stabilire le proprietà del materiale, sia come metodo di separazione, nel caso in cui siamo interessati a selezionare i tagli del materiale granulare; la procedura nei due casi rimane identica, ma differenti sono i volumi di solido trattato.

## Procedura

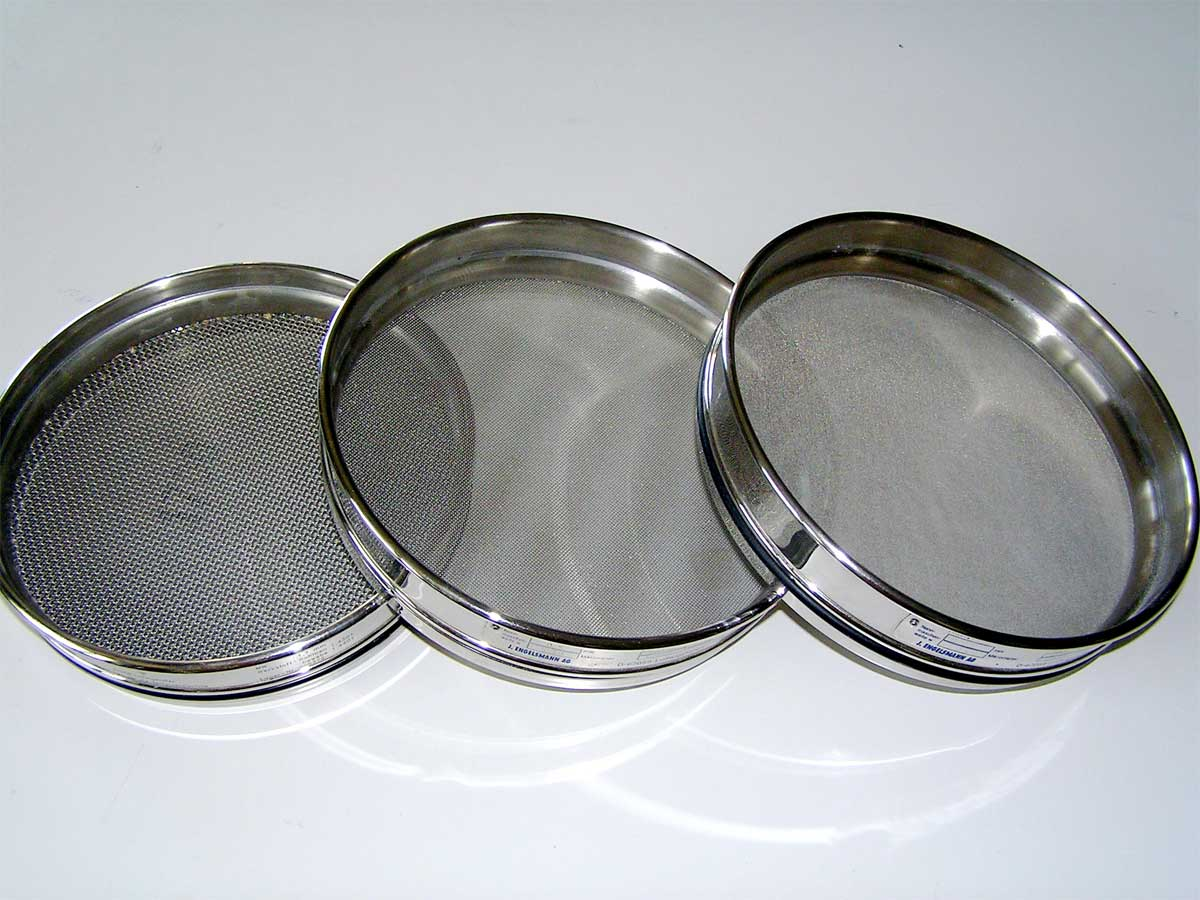
Setacci per analisi granulometriche.

Nell'analisi granulometrica per setacciatura fa uso di appositi setacci disposti in serie, ognuno dei quali trattiene la frazione di solido i cui granuli hanno dimensioni maggiori dei fori del setaccio.
Dopo avere impilato i setacci, un campione pesato di solido viene adagiato sul piatto superiore, che è rappresentato dal setaccio a maglia più larga. I piatti inferiori sono costituiti da setacci a maglia via via più fine, e il piatto alla base della colonna è costituito da una scodella piana, in cui vengono raccolti tutti i granuli con diametro minore dell'apertura della maglia del setaccio più basso.
La colonna di setacci viene generalmente appoggiata su uno scuotitore meccanico, chiamato "vibrovaglio".
Il vibrovaglio scuote la colonna per un determinato lasso di tempo, passato il quale si procede alla pesatura delle frazioni di solido trattenute in ciascun piatto (o setaccio). Il peso di ciascuna frazione solida viene quindi rapportato al peso del solido totale, per ottenere la percentuale (in massa) di solido trattenuto in ciascun piatto.
Si costruisce quindi la cosiddetta curva granulometrica, riportando in ascissa il diametro dei grani e in ordinata la percentuale massica di solido trattenuto avente tale diametro dei grani.
La procedura completa viene descritta dall'American Society for Testing and Materials(ASTM) C 136 e dall'American Association and State Highway and Transportation Officials (AASHTO) T 27.
I risultati dell'analisi granulometrica sono utilizzati nell'ambito dell'ingegneria civile per vari scopi, ad esempio nella scelta dell'aggregato migliore per le miscele cementizie e per l'asfalto.

## Metodologie

### Setacciatura oscillatoria di tipo tridimensionale
Nella setacciatura oscillatoria di tipo tridimensionale (in inglese throw-action sieving) vengono imposti al setaccio dei movimenti di accelerazione verticali accompagnati da rotazioni sul piano orizzontale (queste ultime hanno il compito di distribuire il campione di solido in maniera più omogenea possibile lungo la superficie del setaccio).
Il moto in verticale fa sì che le particelle rimangono sospese nell'aria per un breve tempo. Quando le particelle ricadono verso le aperture della maglia del setaccio, avranno una orientazione nello spazio che era differente da quella iniziale: in questa maniera, le particelle che non sono perfettamente sferiche riescono a passare dai fori con più facilità rispetto al caso di movimenti diretti solo lungo la direzione orizzontale, in quanto durante l'operazione di setacciatura in alcuni istanti saranno disposti con il loro asse maggiore in verticale (quindi avranno maggiore possibilità di passare) e in altri momenti in orizzontale (quindi avranno una minore possibilità di passare).

### Setacciatura circolare orizzontale
Nella setacciatura circolare orizzontale (in inglese horizontal sieving) il setaccio viene mosso in maniera circolare lungo il piano orizzontale.

### Setacciatura con movimento sussultorio e rotatorio

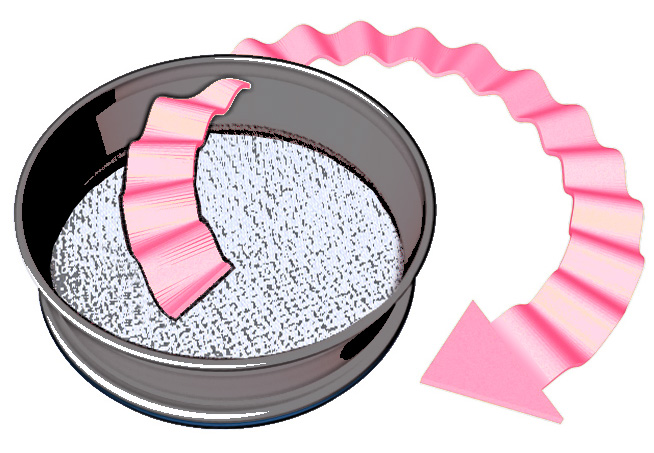
Setacciatura con movimento sussultorio e rotatorio

La setacciatura con movimento sussultorio e rotatorio o setacciatura circolare con colpi verticali (in inglese tapping sieving) avviene imponendo al setaccio delle oscillazioni verticali di piccola ampiezza ma frequenti, e al tempo stesso il setaccio viene fatto ruotare.

### Setacciatura a colonna d'aria
La setacciatura circolare orizzontale (in inglese sonic sieving).

### Setacciatura ad umido
La setacciatura ad umido (in inglese wet sieving) viene utilizzata nei casi in cui le particelle tendono a coalescere per umidità o per effetti elettrostatici tra granuli e rete metallica formando degli agglomerati con diametro maggiore. È utilizzata quindi per diametri minori di 0.5 mm (sabbia fine). La presenza di un flusso d'acqua dall'alto diminuisce le forze di attrazione tra le particelle e ne migliora in questo caso la separazione. Di solito si procede per via umida dalla frazione passante a 2 mm separata a secco.